# Tren Alameda-Temuco
El Tren Alameda-Temuco, también llamado TerraSur Temuco y EFE Temuco, es un servicio de larga distancia de la Empresa de los Ferrocarriles del Estado de Chile entre Santiago y Temuco, inaugurado el 1 de diciembre de 2003, para reemplazar al Rápido de La Frontera. 

## Historia
El servicio de pasajeros es establecido el 1 de diciembre de 2003; implementado con locomotoras de la serie 269.900 españolas, numeradas en Chile E269-01 a 04. Se reformaron coches de la serie 10 000 a coches de la serie D-160: 12 salones turistas S-301 a 312, 8 salones preferentes P 101 a 108 y 3 coches comedores cafeterías C 101 a 103, además de cuatro transportadores de automóviles serie DDMA-9500 de dos pisos, hoy transformados a un piso en Maestranza San Eugenio: TA 110 a 113, y dos transportadores de automóviles de la serie DDMA-9500 de un piso. También se han reacondicionado coches de la serie 400 y Transportadores de Automóviles antiguos: TA 22 a 25. 
Desde el 1 de diciembre de 2003 hasta ahora se ha llamado TerraSur Temuco, pero en 2006 los coches han cambiado su denominación a EFE Temuco. Con la creación del sistema de filiales en EFE, se retoma el nombre TerraSur Temuco.
El servicio se suspendió desde el 16 de julio de 2006, debido a la mala gestión e implementación del servicio por parte de EFE y del gobierno, destacándose, el tramo al norte de Coihue, el que se terminó de reparar a mediados de septiembre de 2006. En el verano de 2008, se reanudó el servicio, entre el 18 de enero y el 2 de marzo. Cada día viernes salía en forma nocturna desde Santiago (Alameda), llegando a Temuco a la mañana siguiente. Regresaba el día domingo en forma nocturna desde Temuco, llegando a Santiago (Alameda) a la mañana siguiente. Solo se detenía en estaciones de Victoria y Lautaro.
El servicio de trenes fue suspendido indefinidamente el 2009, con el material rodante fuera de servicio. El 15 de febrero de 2013 comenzó a operar nuevamente.
A contar del verano de 2015, este servicio ferroviario se activó con salidas en el verano cada 15 días y en los festivos de mayor afluencia, con detenciones en Alameda, Rancagua, Curicó, Talca, Chillán, Laja, Renaico, Victoria, Lautaro y Temuco.
El 17 de septiembre de 2018 se realiza un servicio especial por las celebraciones de las fiestas patrias de Chile. En 2021 el presidente de EFE, Pedro Pablo Errázuriz, señala que existen intenciones de reactivar este servicio como un tren nocturno para 2024-2025.
Tras casi 6 años sin servicio de pasajeros, el 17 de mayo de 2024 el recorrido se reactivó nuevamente como un servicio turístico, proponiendo viajes desde ambas cabeceras durante los fines de semana largos, siendo servicio nocturno de Santiago a Temuco, y servicio diurno de Temuco a Santiago, teniendo detenciones en Chillán, Laja, Victoria y Lautaro; sin embargo, el primer servicio proveniente desde Santiago sufrió el descarrilamiento de uno de sus carros cerca de las 7:00 hrs del 18 de mayo, a la altura de Mininco. El servicio de retorno Temuco-Santiago se llevó a cabo el 21 de mayo, saliendo de Temuco a las 8:50 hrs, llegando a Santiago pasada las 21:00 hrs.
Durante la temporada de verano 2025, realizó sus viajes a Temuco todos los viernes de manera nocturna (llegando la mañana del sábado), y regresando a Santiago todos los domingos de manera nocturna (llegando la mañana del lunes).

## Estaciones
Las estaciones que faltaban fueron restauradas en el año 2003, sumándose a las restauradas entre 2000 y 2001. La estación de La Laja, es la excepción.

## Combinaciones
El servicio ha tenido desde su inauguración combinación a Villarrica, Pucón y la Estación Valdivia.
Hasta marzo de 2006, había una combinación Viña del Mar/Santiago-Alameda. En 2005, ya se había eliminado el servicio combinado a Valparaíso.
El servicio tuvo hasta 2004 servicios de combinación con buses desde la Estación Chillán a la Estación Concepción y a Los Ángeles, en el servicio diurno, pero estos se suprimieron.
También desde diciembre de 2005 se combina con el Servicio Regional Victoria-Puerto Montt.
Actualmente todas las combinaciones de este servicio están suspendidas indefinidamente.